# اچ‌ام‌سی‌اس کارلوک
اچ‌ام‌سی‌اس کارلوک (به انگلیسی: HMCS Karluk) یک کشتی بود که طول آن ۱۲۹ فوت (۳۹ متر) بود. این کشتی در سال ۱۸۸۴ ساخته شد.